# Dorothy Hamill
Dorothy Hamill, född 26 juli 1956 i Chicago, är en amerikansk före detta konståkare.
Hamill blev olympisk mästare i konståkning vid vinterspelen 1976 i Innsbruck.